# Ilona Zasidkovyčová
Ilona Zasidkovyčová (* 16. března 1992) je česká novinářka a reportérka s ukrajinskými kořeny. Od listopadu 2018 působí na pozici novinářky v České televizi. Mezi lety 2015–2017 vystudovala magisterský obor Žurnalistika na Fakultě sociálních věd Univerzity Karlovy.

## Kariéra
V období zimních svátků na přelomu let 2023/2024 absolvovala svoji první profesionální zahraniční cestu na Ukrajinu, kde se stala svědkem intenzivního bombardování Kyjeva.
Jako redaktorka zahraniční redakce ČT natáčí reportáže mapující dění na Ukrajině včetně aktuální válečné situace. Také moderovala pořad Mezi námi v Českém rozhlase Plus a podílela se na reportážích pro Newsroom ČT24.